# Igor Zawadski-Krasnopolski
Igor Władimirowicz Zawadski-Krasnopolski, ros. Игорь Владимирович Завадский-Краснопольский (ur. 6 kwietnia 1898 r. w Sankt Petersburgu, zm. ?) – rosyjski wojskowy (kapitan), emigracyjny działacz rosyjski, współpracownik francuskich, a następnie sowieckich służb specjalnych, funkcjonariusz RSHA pod koniec II wojny światowej.

## Życiorys
Brał udział w wojnie domowej w Rosji w wojskach Białych. Służył w stopniu kapitana w Samodzielnej Kompanii Inżynieryjnej w wojskach gen. Piotra N. Wrangla. W połowie listopada 1920 r. wraz z pozostałymi ewakuował się z Krymu do Gallipoli. Na emigracji zamieszkał w Królestwie Serbów, Chorwatów i Słoweńców. W 1925 r. przyjechał do Paryża. Współuczestniczył w utworzeniu organizacji "Ordien czesti", Rosyjskiego Związku Historycznego i Wszechrosyjskiego Centrum Narodowego. Został współpracownikiem francuskich służb wywiadowczych, ale wkrótce zwerbował go agent OGPU gen. Nikołaj W. Skoblin. W latach 30. prowadził działalność szpiegowską w Bułgarii, za co aresztowano go i skazano w 1935 r. Podczas II wojny światowej przebywał w Paryżu, gdzie został aresztowany i osadzony w obozie koncentracyjnym w Sachsenhausen. Od stycznia 1944 r. współpracował z Gestapo (pracował w 4 Oddziale RSHA), doprowadzając do licznych aresztowań działaczy Narodowego Związku Pracujących (NTS). Jego losy po zakończeniu wojny nie są znane.